# Rechtshandeling
Een rechtshandeling (Lat. actus iuridicus) in de rechtswetenschap is een menselijke handeling die iemand uitvoert met de bedoeling een bepaald rechtsgevolg tot stand te brengen. Een rechtshandeling is per definitie een rechtsfeit. Het Nederlandse Burgerlijk Wetboek bevat geen definitie van de rechtshandeling, maar Boek 3 van het Nederlandse Burgerlijk Wetboek geeft in artikel 33 wel aan wat voor een rechtshandeling nodig is:
Een rechtshandeling vereist een op een rechtsgevolg gerichte wil die zich door een verklaring heeft geopenbaard.
| Rechtsfeitenschema Nederlands privaat- en publiekrecht                                                    | Rechtsfeitenschema Nederlands privaat- en publiekrecht                                                    | Rechtsfeitenschema Nederlands privaat- en publiekrecht                                                      | Rechtsfeitenschema Nederlands privaat- en publiekrecht                                     | Rechtsfeitenschema Nederlands privaat- en publiekrecht                                     | Rechtsfeitenschema Nederlands privaat- en publiekrecht                                     | Rechtsfeitenschema Nederlands privaat- en publiekrecht                                     | Rechtsfeitenschema Nederlands privaat- en publiekrecht                                     | Rechtsfeitenschema Nederlands privaat- en publiekrecht                                     | Rechtsfeitenschema Nederlands privaat- en publiekrecht                                     | Rechtsfeitenschema Nederlands privaat- en publiekrecht                                     | Rechtsfeitenschema Nederlands privaat- en publiekrecht                                               | Rechtsfeitenschema Nederlands privaat- en publiekrecht                                     | Rechtsfeitenschema Nederlands privaat- en publiekrecht                                                                     | Rechtsfeitenschema Nederlands privaat- en publiekrecht                                                   |
| --- | --- | --- | ------------------------------------------------------------------------------------------ | ------------------------------------------------------------------------------------------ | ------------------------------------------------------------------------------------------ | ------------------------------------------------------------------------------------------ | ------------------------------------------------------------------------------------------ | ------------------------------------------------------------------------------------------ | ------------------------------------------------------------------------------------------ | ------------------------------------------------------------------------------------------ | --- | ------------------------------------------------------------------------------------------ | --- | --- |
| Feiten (gebeurtenissen, omstandigheden, handelingen, tijdsverlopen)                                       | | |                                                                                            |                                                                                            |                                                                                            |                                                                                            |                                                                                            |                                                                                            |                                                                                            |                                                                                            | |                                                                                            | | |
| Rechtsfeiten (gebeurtenissen, omstandigheden, handelingen, tijdsverlopen met rechtsgevolg)                | Rechtsfeiten (gebeurtenissen, omstandigheden, handelingen, tijdsverlopen met rechtsgevolg)                | Rechtsfeiten (gebeurtenissen, omstandigheden, handelingen, tijdsverlopen met rechtsgevolg)                  | Rechtsfeiten (gebeurtenissen, omstandigheden, handelingen, tijdsverlopen met rechtsgevolg) | Rechtsfeiten (gebeurtenissen, omstandigheden, handelingen, tijdsverlopen met rechtsgevolg) | Rechtsfeiten (gebeurtenissen, omstandigheden, handelingen, tijdsverlopen met rechtsgevolg) | Rechtsfeiten (gebeurtenissen, omstandigheden, handelingen, tijdsverlopen met rechtsgevolg) | Rechtsfeiten (gebeurtenissen, omstandigheden, handelingen, tijdsverlopen met rechtsgevolg) | Rechtsfeiten (gebeurtenissen, omstandigheden, handelingen, tijdsverlopen met rechtsgevolg) | Rechtsfeiten (gebeurtenissen, omstandigheden, handelingen, tijdsverlopen met rechtsgevolg) | Rechtsfeiten (gebeurtenissen, omstandigheden, handelingen, tijdsverlopen met rechtsgevolg) | Rechtsfeiten (gebeurtenissen, omstandigheden, handelingen, tijdsverlopen met rechtsgevolg)           | Rechtsfeiten (gebeurtenissen, omstandigheden, handelingen, tijdsverlopen met rechtsgevolg) | Rechtsfeiten (gebeurtenissen, omstandigheden, handelingen, tijdsverlopen met rechtsgevolg)                                 | Blote feiten (gebeurtenissen, omstandigheden, menselijke handelingen, tijdsverlopen zonder rechtsgevolg) |
| Menselijke handelingen met rechtsgevolg                                                                   | Menselijke handelingen met rechtsgevolg                                                                   | Menselijke handelingen met rechtsgevolg                                                                     | Menselijke handelingen met rechtsgevolg                                                    | Menselijke handelingen met rechtsgevolg                                                    | Menselijke handelingen met rechtsgevolg                                                    | Menselijke handelingen met rechtsgevolg                                                    | Menselijke handelingen met rechtsgevolg                                                    | Menselijke handelingen met rechtsgevolg                                                    | Menselijke handelingen met rechtsgevolg                                                    | Menselijke handelingen met rechtsgevolg                                                    | Menselijke handelingen met rechtsgevolg                                                              | Menselijke handelingen met rechtsgevolg                                                    | Blote rechtsfeiten (feiten met rechtsgevolg, zijnde geen menselijke handelingen) verjaring overlijden geboorte naburigheid | Blote feiten (gebeurtenissen, omstandigheden, menselijke handelingen, tijdsverlopen zonder rechtsgevolg) |
| Rechtshandelingen (menselijke handelingen met beoogd rechtsgevolg)                                        | Rechtshandelingen (menselijke handelingen met beoogd rechtsgevolg)                                        | Rechtshandelingen (menselijke handelingen met beoogd rechtsgevolg)                                          | Rechtshandelingen (menselijke handelingen met beoogd rechtsgevolg)                         | Rechtshandelingen (menselijke handelingen met beoogd rechtsgevolg)                         | Rechtshandelingen (menselijke handelingen met beoogd rechtsgevolg)                         | Rechtshandelingen (menselijke handelingen met beoogd rechtsgevolg)                         | Rechtshandelingen (menselijke handelingen met beoogd rechtsgevolg)                         | Rechtshandelingen (menselijke handelingen met beoogd rechtsgevolg)                         | Rechtshandelingen (menselijke handelingen met beoogd rechtsgevolg)                         | Rechtshandelingen (menselijke handelingen met beoogd rechtsgevolg)                         | Feitelijke handelingen (menselijke handelingen met niet-beoogd rechtsgevolg)                         | Feitelijke handelingen (menselijke handelingen met niet-beoogd rechtsgevolg)               | Blote rechtsfeiten (feiten met rechtsgevolg, zijnde geen menselijke handelingen) verjaring overlijden geboorte naburigheid | Blote feiten (gebeurtenissen, omstandigheden, menselijke handelingen, tijdsverlopen zonder rechtsgevolg) |
| Eenzijdige rechtshandelingen                                                                              | Eenzijdige rechtshandelingen                                                                              | Eenzijdige rechtshandelingen                                                                                | Meerzijdige rechtshandelingen                                                              | Meerzijdige rechtshandelingen                                                              | Meerzijdige rechtshandelingen                                                              | Meerzijdige rechtshandelingen                                                              | Meerzijdige rechtshandelingen                                                              | Meerzijdige rechtshandelingen                                                              | Meerzijdige rechtshandelingen                                                              | Meerzijdige rechtshandelingen                                                              | Onrechtmatige daad veroorzaken ongeluk, gevaarzetting en/of Strafbaar feit moord, doodslag, diefstal | Rechtmatige daad zaakwaarneming, ongerechtvaardigde verrijking, onverschuldigde betaling   | Blote rechtsfeiten (feiten met rechtsgevolg, zijnde geen menselijke handelingen) verjaring overlijden geboorte naburigheid | Blote feiten (gebeurtenissen, omstandigheden, menselijke handelingen, tijdsverlopen zonder rechtsgevolg) |
| Eenzijdige privaatrechtelijke rechtshandeling                                                             | Eenzijdige privaatrechtelijke rechtshandeling                                                             | Eenzijdige publiekrechtelijke rechtshandeling wetgeving besluit met algemene strekking, beschikking, vonnis | Meerzijdige privaatrechtelijke rechtshandeling                                             | Meerzijdige privaatrechtelijke rechtshandeling                                             | Meerzijdige privaatrechtelijke rechtshandeling                                             | Meerzijdige privaatrechtelijke rechtshandeling                                             | Meerzijdige privaatrechtelijke rechtshandeling                                             | Meerzijdige privaatrechtelijke rechtshandeling                                             | Meerzijdige privaatrechtelijke rechtshandeling                                             | Meerzijdige publiekrechtelijke rechtshandeling afspraak tussen overheidsorganen            | Onrechtmatige daad veroorzaken ongeluk, gevaarzetting en/of Strafbaar feit moord, doodslag, diefstal | Rechtmatige daad zaakwaarneming, ongerechtvaardigde verrijking, onverschuldigde betaling   | Blote rechtsfeiten (feiten met rechtsgevolg, zijnde geen menselijke handelingen) verjaring overlijden geboorte naburigheid | Blote feiten (gebeurtenissen, omstandigheden, menselijke handelingen, tijdsverlopen zonder rechtsgevolg) |
| Gerichte eenzijdige privaatrechtelijke rechtshandeling aanbod, aanvaarding, opzegging arbeidsovereenkomst | Ongerichte eenzijdige privaatrechtelijke rechtshandeling wilsbeschikking, verwerping/ aanvaarding erfenis | Eenzijdige publiekrechtelijke rechtshandeling wetgeving besluit met algemene strekking, beschikking, vonnis | Privaatrechtelijke overeenkomsten                                                          | Privaatrechtelijke overeenkomsten                                                          | Privaatrechtelijke overeenkomsten                                                          | Privaatrechtelijke overeenkomsten                                                          | Privaatrechtelijke overeenkomsten                                                          | Privaatrechtelijke overeenkomsten                                                          | Overige privaatrechtelijke meerzijdige rechtshandelingen                                   | Meerzijdige publiekrechtelijke rechtshandeling afspraak tussen overheidsorganen            | Onrechtmatige daad veroorzaken ongeluk, gevaarzetting en/of Strafbaar feit moord, doodslag, diefstal | Rechtmatige daad zaakwaarneming, ongerechtvaardigde verrijking, onverschuldigde betaling   | Blote rechtsfeiten (feiten met rechtsgevolg, zijnde geen menselijke handelingen) verjaring overlijden geboorte naburigheid | Blote feiten (gebeurtenissen, omstandigheden, menselijke handelingen, tijdsverlopen zonder rechtsgevolg) |
| Gerichte eenzijdige privaatrechtelijke rechtshandeling aanbod, aanvaarding, opzegging arbeidsovereenkomst | Ongerichte eenzijdige privaatrechtelijke rechtshandeling wilsbeschikking, verwerping/ aanvaarding erfenis | Eenzijdige publiekrechtelijke rechtshandeling wetgeving besluit met algemene strekking, beschikking, vonnis | Verbintenisscheppende (obligatoire) overeenkomst                                           | Verbintenisscheppende (obligatoire) overeenkomst                                           | Goederenrechtelijke overeenkomst levering, cessie                                          | Bevrijdende (liberatoire) overeenkomst kwijtschelding, afstand                             | Familierechtelijke overeenkomst huwelijksvoorwaarden                                       | Overige overeenkomsten                                                                     | Overige privaatrechtelijke meerzijdige rechtshandelingen                                   | Meerzijdige publiekrechtelijke rechtshandeling afspraak tussen overheidsorganen            | Onrechtmatige daad veroorzaken ongeluk, gevaarzetting en/of Strafbaar feit moord, doodslag, diefstal | Rechtmatige daad zaakwaarneming, ongerechtvaardigde verrijking, onverschuldigde betaling   | Blote rechtsfeiten (feiten met rechtsgevolg, zijnde geen menselijke handelingen) verjaring overlijden geboorte naburigheid | Blote feiten (gebeurtenissen, omstandigheden, menselijke handelingen, tijdsverlopen zonder rechtsgevolg) |
| Gerichte eenzijdige privaatrechtelijke rechtshandeling aanbod, aanvaarding, opzegging arbeidsovereenkomst | Ongerichte eenzijdige privaatrechtelijke rechtshandeling wilsbeschikking, verwerping/ aanvaarding erfenis | Eenzijdige publiekrechtelijke rechtshandeling wetgeving besluit met algemene strekking, beschikking, vonnis | Wederkerige overeenkomst koop, huur                                                        | Eenzijdige overeenkomst schenking, bewaarneming                                            | Goederenrechtelijke overeenkomst levering, cessie                                          | Bevrijdende (liberatoire) overeenkomst kwijtschelding, afstand                             | Familierechtelijke overeenkomst huwelijksvoorwaarden                                       | Overige overeenkomsten                                                                     | Overige privaatrechtelijke meerzijdige rechtshandelingen                                   | Meerzijdige publiekrechtelijke rechtshandeling afspraak tussen overheidsorganen            | Onrechtmatige daad veroorzaken ongeluk, gevaarzetting en/of Strafbaar feit moord, doodslag, diefstal | Rechtmatige daad zaakwaarneming, ongerechtvaardigde verrijking, onverschuldigde betaling   | Blote rechtsfeiten (feiten met rechtsgevolg, zijnde geen menselijke handelingen) verjaring overlijden geboorte naburigheid | Blote feiten (gebeurtenissen, omstandigheden, menselijke handelingen, tijdsverlopen zonder rechtsgevolg) |

## Rechtshandeling en feitelijke handeling
Niet elke handeling met juridische gevolgen is een rechtshandeling. Voor een rechtshandeling is nodig dat het rechtsgevolg is beoogd.
Als de televisiehandelaar bij het afleveren van het toestel een bocht verkeerd neemt en een verkeersbord omver rijdt, is er wel een juridisch gevolg. De man is namelijk aansprakelijk voor de schade. Er is echter geen sprake van een rechtshandeling, omdat dat gevolg niet de bedoeling van de handeling was.

## Privaatrechtelijke rechtshandeling
De term 'rechtshandeling' wordt meestal gebruikt in het kader van particuliere rechtsverhoudingen tussen private personen onderling, het privaatrecht.

### Eenzijdige en meerzijdige rechtshandelingen
Rechtshandelingen kunnen zowel eenzijdig als meerzijdig zijn. Voor een eenzijdige rechtshandeling behoeft slechts één persoon zijn op rechtsgevolg gerichte wil te openbaren. Een voorbeeld van een eenzijdige rechtshandeling is het aanvaarden of verwerpen van een erfenis. Voor een meerzijdige rechtshandeling dienen meer personen hun op hetzelfde rechtsgevolg gerichte wil te openbaren. De meest voorkomende vorm van een meerzijdige rechtshandeling is het sluiten van een overeenkomst. Er is ook de meerzijdige rechtshandeling, die een eenzijdige overeenkomst tot stand brengt. bv: schenking. Het is een eenzijdige overeenkomst omdat enkel één partij een verbintenis aangaat (nl: schenken), de andere partij heeft geen verbintenis. Het gaat hier echter wel om een meerzijdige rechtshandeling omdat beide partijen hun wil uiten: de schenker uit de wil tot schenken, de ontvanger uit de wil tot ontvangen (aanvaarding). aanvaarding is verplicht bij schenking, dus het maakt een meerzijdige rechtshandeling uit.
Andere rechtshandelingen kunnen bijvoorbeeld zijn: Het opstellen van een testament, het aanspannen van een proces, het oprichten van een vereniging.
De rechtshandeling kan bestaan uit het plaatsen van een handtekening onder een contract, maar ook als iemand in een café een biertje bestelt is er al sprake van een rechtshandeling. In juridische zin sluit hij daarmee een koopcontract af voor het biertje.
Als een klant in een elektronicazaak zegt "Deze tv vind ik de mooiste.", is dat geen rechtshandeling. Hij heeft nog niet gezegd dat hij hem ook kopen wil en er is nog geen juridisch gevolg. Als hij zegt "Ik koop hem", en de verkoper zegt "Uitstekend!" is er wel een rechtshandeling: er is een koopcontract afgesloten.

### Geldigheid
Het recht bepaalt wie een rechtshandeling kan en mag uitvoeren. Een kind van vijf jaar is niet handelingsbekwaam en kan daarom nooit een rechtshandeling uitvoeren. Ook iemand die onder curatele gesteld is, is niet handelingsbekwaam. Hij of zij heeft dan een ander persoon (een curator) die de handelingen voor hem of haar verricht.
Voor bepaalde rechtshandelingen kan iemand toestemming van een ander nodig hebben. Voorbeelden:
- Een bestuur van een vereniging kan voor de aankoop van een gebouw of andere onroerende zaak de toestemming van de ledenvergadering nodig hebben.
- In Nederland heeft een gehuwde persoon toestemming van zijn of haar echtgenoot nodig om een overeenkomst van koop op afbetaling te sluiten.

### Nietigheid
De wet bepaalt ook dat rechtshandelingen onder bepaalde omstandigheden nietig zijn. Dat wil zeggen dat ze niet geldig zijn en geen enkel gevolg hebben. Zo staat in de Nederlandse wet:
Een rechtshandeling die door inhoud of strekking in strijd is met de goede zeden of de openbare orde, is nietig.
Dus als iemand (puur hypothetisch), een huurmoordenaar voor het gerecht sleept voor wanprestatie omdat hij de afgesproken moord niet heeft uitgevoerd, zal de burgerlijke rechter hem niet-ontvankelijk verklaren: zo'n contract telt niet. (Voor de strafrechter is het natuurlijk wel van belang.) Zie ook: nietigheid.

### Vernietigbaarheid
In andere gevallen kunnen ze vernietigbaar zijn, dat wil zeggen dat iemand ze door een mededeling aan de andere partij kan laten vernietigen, maar anders blijven ze gewoon geldig. Een voorbeeld hiervan is een rechtshandeling die zonder de vereiste toestemming is verricht. Zie ook: vernietigbaarheid.

### Rechtshandeling onder een tijdsbepaling of een voorwaarde
Artikel 3:38 bepaalt:
Tenzij uit de wet of uit de aard van de rechtshandeling anders voortvloeit, kan een rechtshandeling onder een tijdsbepaling of een voorwaarde worden verricht. De vervulling van een voorwaarde heeft geen terugwerkende kracht.

## Publiekrechtelijke rechtshandeling
Een bijzondere soort rechtshandeling is de publiekrechtelijke rechtshandeling. Dat is een handeling van een overheidsorgaan, waarmee die zijn taak en macht als overheid uitoefent. Voorbeelden hiervan zijn:
- het vaststellen van een wet of verordening,
- het verlenen of weigeren van een vergunning,
- het geven van een aanwijzing die een burger verplicht is om op te volgen,
- het aanstellen van een ambtenaar

Zie ook: Beschikking
Een stopteken van een politieambtenaar die een verkeerscontrole uitvoert is dus ook een rechtshandeling, maar dat wordt meestal niet zo genoemd.
Een uitspraak van een rechter is volgens de definitie ook een rechtshandeling, maar in de praktijk wordt de term 'rechtshandeling' daar niet voor gebruikt.